# Saidenbach
Der Saidenbach ist ein rechter Zufluss der Flöha im Osterzgebirge in Sachsen.

## Name
Der Name erscheint ab 1254 als Ortsname „Siden“ für Ober- und Niedersaida. Vermutlich leitet er sich vom germanischen Wort *sīda- für „weit, breit“ ab.

## Verlauf
Der Bach entspringt am Saidenberg südlich der Ortschaft Obersaida. Zuerst verläuft er Richtung NNW und wird in Obersaida durch den Obersaidaer Teich aufgestaut. Dieser Kunstteich wurde in den Jahren von 1728 bis 1734 angelegt, um von hier über den Obersaidaer Kunstgraben und ein nachfolgend weitverzweigtes Kunstgrabensystem, die heutige Revierwasserlaufanstalt Freiberg (RWA), das südliche Freiberger Revier mit Aufschlagwasser zu versorgen. Der Teich wird vom Saidenbach durchflossen, gibt aber auch heute noch Wasser an die RWA ab. Von hier fließt der Saidenbach annähernd parallel zur Erzgebirgsausrichtung in WSW Richtung weiter durch Mittelsaida und Niedersaida. Nach dem Erreichen des Erzgebirgskreises und kurz vor der Kreisstraße K 8112 fließt von rechts der Gruthenbach zu. Anschließend wird der Saidenbach durch die 1929 bis 1933 erbaute Trinkwasser-Talsperre Saidenbach aufgestaut. Etwa einen Kilometer hinter der Staumauer mündet er westlich von Rauenstein, einem Ortsteil von Pockau-Lengefeld, in die Flöha.

## Besonderheiten
In Proben von metamorphen quarz- und feldspatreichen Gesteinen, die an der Saidenbach-Talsperre und an anderen Stellen in der Nähe des Saidenbaches aufgesammelt wurden, sind Ende der 1990er Jahre, eingeschlossen in kleinen Granat- und Zirkonkristallen, winzige, bis zu 30 Mikrometer große Diamanten gefunden worden. Es handelt sich dabei um eines von weltweit nur zwei bekannten Vorkommen von Quarz-Feldspat-Gesteinen mit solchen sogenannten Mikrodiamanten. Das Gestein wurde nach dem Fundort Saidenbachit genannt.